# Joseph Priestley

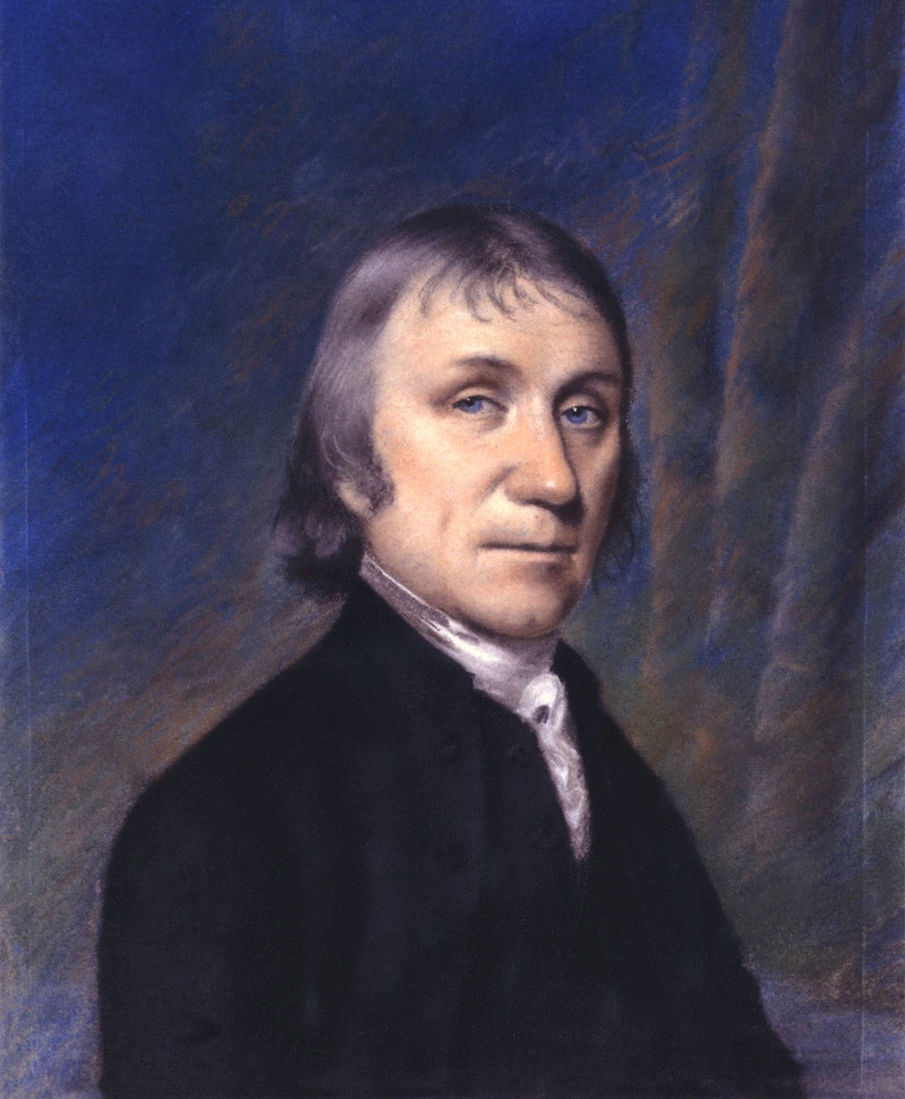
Bức họa vẽ Priestley của Ellen Sharples (1794)

Joseph Priestley (24 tháng 3 năm 1733 – 6 tháng 2 năm 1804) là một nhà triết học tự nhiên, nhà hóa học, nhà ngữ pháp, giáo viên đa ngành, nhà lý luận chính trị tự do, và đã xuất bản hơn 150 tác phẩm. Ông ghi tên mình trong lịch sử với việc đã tìm ra oxy, và cô lập nó ở trạng thái khí, mặc dù Carl Wilhelm Scheele và Antoine Lavoisier cũng tuyên bố mạnh mẽ là đã tìm ra chất này trước tiên.
Trong suốt cuộc đời của ông, danh tiếng khoa học đáng nể của Priestley có được nhờ phát minh ra nước có ga (sôđa), các bài viết về điện, và phát hiện ra một vài các "khí", nổi tiếng nhất là cái Priestley gọi là "khí cho hít thở" (oxy). Tuy nhiên, Priestley lại kiên quyết bảo vệ thuyết phlogiston lỗi thời và từ chối cuộc cách mạng hóa học đầu tiên, điều này rốt cục khiến ông bị cô lập trong cộng đồng khoa học.
Khoa học của Priestley là một phần không thể tách rời với thần học của ông, và ông luôn cố gắng hợp nhất chủ nghĩa duy lý Khai sáng với chủ nghĩa hữu thần Kitô giáo. Trong các văn bản viết về siêu hình của mình, Priestley đã cố gắng kết hợp cả chủ nghĩa hữu thần, chủ nghĩa duy vật và quyết định luận, có người đã gọi công trình này là "táo bạo và nguyên thủy". Ông tin rằng sự hiểu biết đúng đắn về thế giới tự nhiên sẽ thúc đẩy tiến bộ của con người và cuối cùng mang lại Thiên niên kỷ Kitô giáo.